# Floßberg
Der Floßberg ist ein 637,8 m ü. NHN hoher Berg im Thüringer Wald, der direkt an den südlichen Stadtrand von Ilmenau angrenzt. Er ist dem 749 m hohen Lindenberg nordöstlich vorgelagert und fällt im Norden zum Tal der Ilm und im Osten zum Tal der Schorte ab. Die Bebauung reicht an seiner Nordseite bis etwa 540 Meter Höhe, darüber folgt dann Fichtenwald, der auch mit einzelnen anderen Baumarten durchsetzt ist.
Um die Spitze des Floßbergs führt der Krumme Weg von Ilmenau hinauf zur Bobhütte auf dem Lindenberg. In den 1920er-Jahren wurde in Ilmenau eine Straße nach dem Floßberg benannt.